# Вентура (град)
Вижте пояснителната страница за други значения на Вентура.
Вентура (на испански: Ventura) е град и окръжен център на окръг Вентура в щата Калифорния, САЩ. Вентура е с население от 105 000 жители (2006) и обща площ от 84,60 км². Вентура получава статут на град през 1866 г.